# 코메스
코메스 (Comes), 복수형 코미테스 (comites)는 로마의 직위 및 관직이며, 백작으로 번역되는 영어 단어 count의 원 라틴어 형태이다.
여러 형태의 직위 및 관직을 의미하는 단어가 되기 이전에, 코메스라는 말은 개별적인 1인 혹은 '코미타투스'로 나타내어지는 집단 구성원의 1인 즉 유력자의 일행이라고 할 수 있는 '동료'를 의미했었다. 코메스라는 단어 구성은 "com-" (콤-, '함께, 같이')과 "ire" (이레, "가다")에서 유래했다.

## 고대 로마 종교

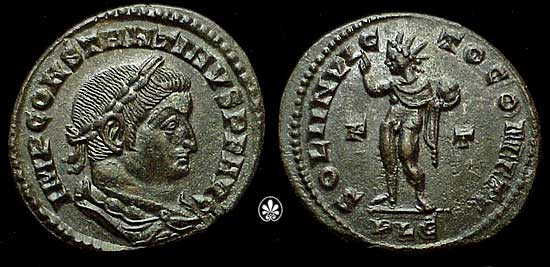
콘스탄티누스 1세 SOLI INVICTO COMITI ('솔 인빅투스의 코메스)

'코메스'는 또 다른 신과의 관계를 보여주기 위하여 영웅 혹은 신의 이름에 더하는 일반적인 수식어 및 칭호였다.
로마 황제 콘스탄티누스 1세는 스스로를 신의 자격으로 솔 인빅투스(영원불멸한 태양)의 친구라 선언하였다.

## 제정 시대 로마의 궁정 직위 및 코미테스 직위
역사적으로 훨씬 중요한 의미를 띠는 '코메스'는 로마 황제의 궁정 내 신임받는 전현직 관료 및 황제의 신임을 받는다는 표시로서 그 외 사람들에게 수여된 세속적 직위가 되었다. 코메스는 알렉산드로스 대왕의 '헤타이로이'에서 파생한 공식적인 고위 관료직으로 발전하였으며, 헬레니즘 시대 관직 필로스 바실리코스 또는 신성 로마 제국의 팔라딘 기사와 교황의 팔라티누스에 상당히 동등하였다. 따라서 이 직위는 임명이 되거나, 보통 진급을 했을 때, 흔히 야전이나 속주 행정 때문에 궁정에서 벗어나는 직위가 되었을 때 보유하였다. 시간이 흘러서는, 코메스는 높은 존엄성을 띤 현직 관리를 요구하는 특정 직위들과 관련되는 것이 타당하다고 여겨졌고, 심지어는 공식적인 직위의 일부로 포함되기까지 하였다.
로마 제정 당시 궁정이 그 규모가 커지고 모든 정치 권력을 흡수함에 따라, 로마 황제들은 충성스러운 종복을 관직에 임명시키는 것을 일반적인 관습으로 만들었다. 이는 프라이펙투스 프라이토리오와 아미키 프린키피스의 경우처럼 다른 곳에서도 행해졌다. 그러다가 로마 제국의 행정 규모가 커져가면서, 새로운 관료직이 필수적인 것이 되었고 지방 분권화에는 수정이 필요하였다. 그 결과가 '코메스'라는 직위의 신설이었다.
흔히 백작으로 번역되나 봉건적이지도 세습적이지도 않았던 코미테스는 후기 로마 제국의 주요 관료들이 되었다. 이들은 군사에서부터 행정까지 이르는 모든 종류의 직무를 가졌고, 동시에 황제의 직속 하에 있었다. 콘스탄티누스 1세 황제는 '코미테스 프로빈키아룸'(comites provinciarum, 속주 행정관)이라는 행정 직위을 만들어내며 행정 개편을 마무리 하였는데, 새로운 행정 직위의 코미테스들은 로마 제국 말 행정 관구에 비카리우스들과 함께 할당을 받게 됨에 따라 코미테스는 제국 행정의 영구 기구가 되었다. 코미테스들은 그 명단이 '노티티아 디그니타툼'에서 전부 열거되지만, 관직이 후대에 추가된 것이기에 역사적으로 완전한 것은 아니다.
다음 열거된 것은 코미테스 종류에 대한 예시이다.

### 궁정 또는 제국 영토 내에서
로마 궁정 내 일부 주요 부서들과 가문은 '코메스'로 임명되었고 로마 총독과 아주 유사한 '오피키움' (참모)의 도움을 받았던 주요 관직을 갖고 있었다. 해당 관직은 다음과 같다:
- '코메스 디스포시토눔': 제국의 일정을 조절하고 지시에 따른 적절한 임무를 분배하기 위한 서신을 준비하는 '마기스테르 오피코룸의 부관'
- '코메스 도메스티코룸': 황궁에 배치되어 있던 황제의 호위병 부대인 '도메스티키'의 부대장인 '비르 일루스트리스'였다. 이 코메스 지휘관은 두 종류가 있었으며 기병을 지휘하는 '코메스 도메스티코룸 에퀴툼'과 보병을 지휘하는 '코메스 도메스티코룸 페디툼'이다.
- '코메스 프리바타이 라르기티오니스': 내탕금을 관리하는 자로, '코메스 레룸 프리바타룸' 휘하에 있었다 (다음 직위 참조).
- '코메스 레룸 프리바타룸': 황제와 그 일가의 사유지와 재산 ('res privata')을 책임지던 영향력 있는 관료. 이 재산들을 유지하고 그 사용료를 징수하였으며, 이 사용료의 대다수는 국가의 공적 자금에 대한 금고인 아이라리움에, 그리고 일부는 '코메스 프리바타이 라르기티오니스가 관리하던 황제의 사적 자금의 금고인 피스쿠스에 배정되었다.
- '코메스 사크라룸 라르기티오눔': 황제의 '사크라이 라리기티오네스'(sacrae largitiones, 신성한 공물)에 대한 감독관 및 제국 재정 담당자를 맡았던 '비르 일루스트리스였다. 그는 프로쿠라토르들이 각자 담당하는 모든 주화들을 통제하였으며, 프로쿠라토레스, 라티오날레스, 그리고 원로원에 대한 세금, 관세, 일부 토지세들을 징수했던 프라이포스티 등 모든 다수 관료들의 책임자였다. 금광들의 산출량에 대한 책임자이기도 하였고, 공공 행정 및 군대에 대한 예산을 내려주며, 모든 복식들을 공급하고 다음의 하위직들에 대한 결정권자들이었다:
  - '코메스 아우리': 황금 담당 관료.
  - '코메스 사크라이 베스티스': 황제의 의상 담당관.
  - 제3 코미테스 라르기티오눔: 이탈리아, 아프리카, 일리리쿰에 대한 지방 재정관.
  - '코메스 코메르키오룸': 일리리쿰 담당관.
  - '코메스 메탈로룸 페르 일리리쿰': 일리리쿰의 금광 담당 관료.

예외적으로, 총독직의 경우는 '코메스'라고 이름 붙였다. 예시로, 실제로는 비카리우스 중 한 명인 '코메스 오리엔티스'는 동방 관구를 구성하는 속주들의 총독들을 감독함으로써 제국에서 넓은 지역을 차지하고 전략적으로 중요한 이 구역을 통제했고, 동시에 프라이펙투스 프라이토리오 오리엔티스의 감독을 받던 관직이었다.
추가적으로, 고위직 및 영토를 주관하는 관료의 권위 하에 있던 어중간한 중요도를 띠는 정부 부서의 장들도 '코메스'라는 이름이 붙여졌는데, 예를 들어 로마시의 프라이펙투스 우르비 하에 있던 '비르 일루스트리스'에는 '코메스 포르마룸', '코메스 리파룸 에트 알베이 티베리스 에트 클로아카룸'(테베레강 연안과 운하에 대한 코메스), '코메스 포르투스'(항구 코메스) 등이 있었다.
'코메스 콘시스토리아누스' 혹은 '코메스 콘시스토리알리스'는 로마 황제의 가까운 조언자들로 이뤄진 자문회인 '콘시스토리움'에 대한 임명자들을 나타낸다.

### '코메스 레이 밀리타리스'
'코메스 레이 밀리타리스'(comes rei militaris)는 군관 임명권이 있었으며, 코미타텐세스 지휘권자였다. 이들은 '둑스'보다 상급자였으나 '마기스테르 페디툼'과 '마기스테르 에퀴툼'보다는 하급자였으며, 동로마에서 '프라이포시투스 리미티스'(praepositus limitis, 국경 지휘관) 혹은 예시로 코호르스, '알라이'(보조군과 비슷), '누메리' 등 부대 단위의 부대장의 지휘를 받았던, 군사 주둔지의 책임자이었다
5세기 초의 '노티티아 디그니타툼'은 '비르 스펙타빌리스의 지위에 해당하는, 서로마 제국의 여섯 개 직위를 열거하였고: '코메스 이탈리타이', '코메스 아프리카이', '코메스 팅기타니아이', '코메스 트락투스 아르겐토라텐시스', '코메스 브리탄니아룸 아드 리토리스 삭소니키 페르 브리탄니암', 동로마 제국에서는 두 개를 열거하였다: '코메스 (리미티스) 아이깁티', '코메스 이사우리아이'.
- '코메스 아프리카이': 아프리카 속주의 방어를 담당한 관직.
- '코메스 트락투스 아르겐토라텐시스': 갈리아의 일부 방어를 담당하는 관직.
- '코메스 아베르노룸': 갈리아의 일부 방어를 담당하는 관직.
- '코메스 브리탄니아룸': 브리타니아의 방어를 담당하는 관직. 이 관직은 마지막 로마 병력이 브리타니아에서 철수하던 서기인 410년경에 없어졌을 것이다.
- '코메스 브리탄니아룸 아드 리토리스 삭소니키 페르 브리탄니암': 브리타니아의 색슨만 방어를 담당하는 관직.
- '코메스 히스파니아룸': 히스파니아의 방어를 담당하는 관직.

'코미테스'의 수가 증가함에 따라, 이들의 지위는 낮아졌다. 이는 1, 2, 3 등급 (ordines)으로 표시되고 순위가 매겨진, '코미테스'의 계급 도입을 야기하였다.

### 코미테스 도미노룸 노스트로룸
'코미테스 도미노룸 노스트로룸' (comites dominorum nostrorum, '우리 주군 (황제)의 동료')은 서기 300년경 디오클레티아누스 황제가 재위하던 사두정 시절 기마 호위대였다.

## 중세 시기 코미테스

### 고트족의 '코미테스'
스페인과 이탈리아를 다스렸던 고트족은 자신들의 왕가 부서들의 대표자들에게 '코메스'를 부여하는 로마의 전통을 따랐다:
- '코메스 쿠비쿨라리오룸': 시종 (L. cubicularii) 업무를 담당한 코메스.
- '코메스 스캉키오룸': 컵지기들을 관리하는 코메스.
- '코메스 스타불로룸': 시종 무관 및 마구관 지기를 관리하는 코메스.
- '코메스 노타리오룸': 상서실을 관리하는 코메스.
- '코메스 테사우로룸': 재정관들을 관리하는 코메스.

### 프랑크족의 '가우그라프'
메로빙거 왕조의 프랑크족 왕들은 왕의 '코메스' 직위를 포함하여 로마 행정의 상당한 정도를 유지하였다. 초기 프랑크 왕들 시기에, 일부 코미테스는 명확한 기능을 갖고 있지 않았으며 이들은 단순히 그 왕의 사람들에 속한 자들 중 하나였고 그의 명령을 수행하였을 뿐이었다. 코메스가 들어간 고위직에는 '코메스 팔라티'(Comes Palatii)와 '코메스 스타불리'(Comes Stabuli, 이 명칭에서 무관장이 유래) 등이 있었다.
하지만 그 외의 '코미테스'는 지방 관료 역할을 했었다. 행정적 목적을 위하여, 메로빙거 왕국은 '파구스' [복수형 파기(pagi, 여기에서 프랑스 pays가 비롯)라고 하는 작은 로마 행정 단위 혹은 비슷한 규모의 새롭게 만들어진 행정 구역인 '가우'(Gau)로 나뉘어 있었다. 앞서 언급한 행정 단위들은 중세 주교구의 기반이 되었던 옛 로마의 '키비타스'(도시 혹은 정체)보다 단위가 작았다. 카롤링거 시대에 이르러서, 파구스의 행정 관리자는 독일어권의 '그라프'에 해당하는 코메스였다. 카롤링거 왕조의 왕들은 자신들이 필요 시에 코미테스를 임명하였다. 어느 한 가우 전체를 다스렸던 백작에 대해 오늘날 독일어로 만들어낸 용어는 '가우그라프'(Gaugraf, 가우백작)이며, 몇몇 지역들을 포함하고 있는 가우에 대해서는 이따끔 '그로스가우'(Grossgau)라고 부른다.
코메스의 본질적 기능들에는 그가 관리하는 파구스에 대한 군사, 사법, 행정 등 종합적인 것들이 있었으며, 기록물들에서는 보통 국왕 혹은 'judex publicus/fiscalis'(국왕의 심판)에 대한 'agens publicus'(공공의 대리인)으로 묘사되었다. 그는 한때 공공 감찰관 및 판사이기도 했으며, 형의 집행도 책임졌었다. 집행권(행정권)의 대리인으로서, 그는 'bannis regis' (왕의 권리, 신하가 국왕을 대리함으로써 행사하는 일정 권리)를 행사하였는데, 이를 통해 코메스에게 왕의 이름으로 군사를 지휘하고 평화를 보전하기 위해 즉시 행동할 수 있는 권한이 부여되었다. 국왕의 대리로서, 그는 교회, 미망인, 고아 등에 대한 국왕의 보호권 (mundium regis)을 행사하였다. 그는 세 배 해당하는 '월길드'(Weregild, 몸값)을 누렸으나, 명확한 봉급은 없었고, 특정 세입을 통해 보수를 지불받았으며, 이런 체계는 코메스에 대한 공공 및 사적 의무 조항에 대한 혼란 때문에 불화의 원인을 품고 있었다.
문헌학자들에 의하면, '뛰어난 족장'을 나타내는 앵글로색슨어 'gerefa'는 본래 '종사'를 뜻하는 독일어 'Graf'와 관련이 없다고 하며, 'knight'와 'valet' 등 단어의 기원과 비교해보아야 한다고 한다. 'gerefa'가 부수적인 'reeve'로 결론을 내야하고 동시에 'graf'는 고귀한 백작이 되어야만 한 것은 몹시나 호기심을 유발한다.

### 봉건제
봉건 전통 하에서, 라틴어가 특히나 법적 분야에서 공식어였고, 이에 따라 라틴어로 번역한 직위가 토착어 지위만큼 중대하였다. 그래서, 코메스를 백작 혹은 '코메스'나 '그라프'에서 어원적으로 비롯한 단어 등 백작 자리에 해당하는 모든 직위들에 대한 라틴어 동의어 혹은 그 일부 의미를 담는 용어로 사용되었다. 비슷한 식으로, 대표적으로 자작에 대해서는 '비케코메스' 그리고 성주(burgrave)에 대해서는 '부르기코메스'와 '부르그라비오' 등 파생된 하위 작위들도 앞에서 언급한 라틴어 번역의 일종이다.

## 같이 보기
- 아이라리움
- 아겐테스 인 레부스
- 코미타텐세스
- 코미타투스 (헝가리 왕국)
- 콩기아리움
- 도나티붐
- 피스쿠스
- 문트
- 라티오날리스
- 아 라티오니부스
- 고대 로마의 금융